# Cienfuegosia tripartita
Cienfuegosia tripartita är en malvaväxtart som först beskrevs av Carl Sigismund Kunth, och fick sitt nu gällande namn av Gürke. Cienfuegosia tripartita ingår i släktet Cienfuegosia och familjen malvaväxter. Inga underarter finns listade i Catalogue of Life.